# 广西科技师范学院
广西科技师范学院，简称广西科师，是中華人民共和國的一所全日制本科公辦省屬普通高等學校，本部位于广西壮族自治区来宾市兴宾区，在邻近的柳州市也有校区，学校由广西壮族自治区人民政府举办。
该校的歷史可以追溯到创建于1958年的宜山师范专科学校，歷經文化大革命及改革開放以來的改制变迁，于2015年升格成为广西科技师范学院，建制延续至今。广西科技师范学院作为一所多科系、應用型的高等师范院校，承担着为柳州市、来宾市等广西县市的基础教育系统培养教师的责任，截至2022年，该校共有本、专科全日制在校生约16,000人，其中师范生约9,500人，占在校生总数56%。

## 历史沿革
广西科技师范学院的历史可以追溯到1958年成立于柳州專區宜山县的宜山师范专科学校；1959年，学校整体迁至柳州市并改名柳州师专，但在1962年停止招生。1964年，廣西僮族自治區人民政府在柳州市沙塘成立广西民族农业技术学校，并开设农作物、林业、畜牧兽医、农业机械等四个专业，学校主要招收广西境内具有初中毕业文化程度的少数民族学生。1970年，广西壮族自治区革命委员会决定在广西民族农业技术学校基础上组建中专层次的柳州地区师范学校，并于1976年开始提供两年制大专教育；1984年，广西壮族自治区人民政府同意学校升格为柳州地区师范专科学校。
1992年，柳州地区师范专科学校开始实施由廣西壯族自治區教委及柳州地区行署共管，以柳州地区为主的管理体制；1994年，中华人民共和国国家教委同意学校易名为柳州师范高等专科学校（柳州师专）；2002年，柳州地区转设为来宾市后，柳州师专归属来宾市管理；2005年，柳州财经学校正式并入柳州师专，并成为柳州师专的南校区。
2015年4月，中华人民共和国教育部同意柳州师范高等专科学校升格为本科层次的广西科技师范学院，并明定学校由广西壮族自治区人民政府领导和管理，並實行广西壮族自治区人民政府與来宾市人民政府共建，以来宾市為主的辦學體制；2022年，广西壮族自治区人民政府调整了学校的管理体制，广西科技师范学院由此成为自治区人民政府举办的普通高等學校。

## 学术研究

### 学科设置
2015年，中华人民共和国教育部同意建立本科层次的的广西科技师范学院，并随校开设小学教育、体育教育、食品科学与工程、计算机科学与技术、应用心理学5个本科专业，随后本科专业数开始逐年增加。2022年，该校已经拥有本科专业31个，涵盖了教育学、工学、法学、文学、理学、管理学、艺术学等学科领域。
- 文化与传播学院
  - 汉语言文学学科（师范本科、非师范类本科、专科）
  - 秘书学
  - 语文教育（专科）
- 外国语学院
  - 英语学科（师范、非师范类）
  - 英语教育专业（专科）
- 机械与电气工程学院
  - 电气工程及其自动化专业
  - 物理教育专业（专科）
- 食品与生化工程学院
  - 食品科学与工程专业
  - 食品质量与安全专业
  - 化学教育专业（专科）
  - 科学教育专业（专科）
- 教育与心理科学学院
  - 小学教育专业（本科、专科）
  - 应用心理学专业
  - 学前教育专业（本科、专科）
- 艺术与设计学院
  - 艺术教育专业
  - 音乐学专业
  - 音乐教育专业（专科）
  - 美术教育专业（专科）
  - 艺术设计专业（专科）
- 经济与管理学院
  - 财务管理专业
  - 物流管理专业（本科、专科）
  - 会计专业（专科）
  - 工商企业管理专业（专科）
- 数学与计算机科学学院
  - 计算机科学与技术专业（大数据方向）
  - 软件工程专业
  - 物联网工程专业
  - 数学教育专业（专科）
- 职业技术教育学院
  - 数控技术专业（专科）
  - 汽车运用与维修技术专业（专科）
  - 计算机科学与技术（职教师资方向、本科）
  - 物流管理（职教师资方向）
  - 财务管理（职教师资方向）
  - 机器人工程
- 体育学院（本科、专科）
- 马克思主义学院
  - 思想政治教育（专科）

### 学术资源
广西科技师范学院与金秀瑶族自治县政府共同建立了广西金秀大瑶山瑶族文化研究基地。此外，广西科技师范学院还有一座广西自治区糖资源工程技术研究中心及一座智能信息计算与应用研究中心。